# Petelei István (újságíró)
Petelei István (Marosvásárhely, 1935. november 24. – Marosvásárhely, 2015. július 4.) újságíró.

## Élete
Középiskoláit szülővárosában, a Fémipari Középiskolában (1953), főiskolai tanulmányait a bukaresti Közgazdasági Akadémián (1971) végezte. 1960-tól a marosvásárhelyi Vörös Zászló, 1990-től a Népújság szerkesztőségének belső munkatársa, előbbinek 1985-89 között, utóbbinak 1990 márciusától 1993 januárjáig főszerkesztő-helyettese, 1993 márciusától felelős kiadója, illetve ügyvezető igazgatója 1997 júniusáig. Emellett 1990-től a Népújság Fekete-Fehér című rejtvénymellékletének felelős szerkesztője, 1994-ben a Duna Express című hirdetési melléklet munkatársa; 1992-től az Impress Lap- és Könyvkiadó ügyvezető igazgatója is.

## Munkássága
Cikkei amelyek sorában az elsőt a Vörös Zászló közölte 1960-ban az általa jegyzett lapokban jelentek meg.
A vezetése alatt álló Impress Kiadónál jelent meg Bölöni Domokos és Erős Attila egy-egy novelláskötete, Erős Attila, Killár Katalin, Vajda Ferenc verskötete, Molnár Dénes erdélyi műemlékeket megelevenítő két grafika-albuma, S. Fodor Sándor és Balás Árpád Marosvásárhelyi útikalauza, Keresztes Gyula könyve: a Maros megyei kastélyok és udvarházak, Szászrégen és Gálfalva monográfiája, valamint több iskolai segédkönyv, példatár, receptkönyv, népszerű egészségügyi ismeretterjesztő kiadvány.
Szerkesztésében jelentek meg 1993-tól kezdődően a Népújság Évkönyvek.